# Kelemér (keresztnév)
A Kelemér régi magyar személynév, valószínűleg szláv eredetű, de a jelentése ismeretlen.

## Gyakorisága
Az 1990-es években szórványos név, a 2000-es években nem szerepel a 100 leggyakoribb férfinév között.

## Névnapok
Ajánlott névnap:
- március 15.[2]
- november 23.[2]